# هم‌نگاشت (زبان‌شناسی)

دیاگرام اویلر ارتباط بین ناهمگون‌ها(هم‌نگاشت‌ها) و مفاهیم زبانی مرتبط را نشان می‌دهد.

هم‌نگاشت (heteronym که heterophone هم گفته می‌شود) یک واژه است که تلفظ و معنی متفاوتی با یک یا چند واژه دیگر دارد ولی املای آن‌ها یکسان است. هم‌نگاشت یک نوع از هم‌نگاره است که هم‌آوا نیستند.